# 남양여객
남양여객자동차 (南陽旅客自動車)는 경기도 화성시에 연고를 둔 시내버스 운송 업체이다. 본사는 경기도 화성시 안녕동에 위치해 있다. 수원시에서 화성시 남양읍 및 안산시 방향의 노선을 운행하고 있다.

## 역사
1998년 파산한 삼성여객 (현 제부여객의 전신 회사)의 수원 - 남양 방면 노선 및 차량, 일부 인력들을 용남고속이 인수하였다. 나머지 성남노선들은 경기고속에 매각하였으며, 남양,서신방면노선만 인수하였다가 999번의 큰 교통사고 사건으로 수원여객이 인수하여 자회사로 설립하였으며, 2011년에 수원여객의 11번 (수원 - 안산) 노선을 이관받았다. 2019년 7월에 본점을 경기도 수원시 권선구에서 화성시로 이전하였다. 2021년 8월 3일에 사모펀드 'MC 파트너스'가 남양여객을 인수했다.

## 현황
2021년 1월 기준이다.
| 운행업체 | 보유 노선수 | 보유 노선수 | 보유 노선수 | 보유 노선수 | 보유 노선수 | 등록 대수 | 등록 대수 | 등록 대수 | 등록 대수 | 등록 대수 |
| -------- | ----------- | ----------- | ----------- | ----------- | ----------- | --------- | --------- | --------- | --------- | --------- |
| 운행업체 | 노선 합계   | 광역급행    | 직행좌석    | 일반좌석    | 시내일반    | 대수 합계 | 광역급행  | 직행좌석  | 일반좌석  | 시내일반  |
| 남양여객 | 12          | -           | -           | -           | 12          | 78        | -         | -         | -         | 78        |

## 운행 노선

### 도시형버스
- ● 5-3번 : 수원동부차고지 - 상현역 - 수원광교박물관 - 광교역 - 수원컨벤션센터 - 광교중앙역 - 매탄1동 행정복지센터 - 임광아파트 - 망포역 - 반월동 - 동탄이마트 - 동탄역 - 동탄호수공원 - LH29.자이파밀리에(2020년 11월 수원여객으로부터 양도받은 노선이다. ) < 전기저상버스 운행 >
- ● 11번 : 수원동부차고지 - 상현역 - 수원컨벤션센터 - 광교중앙역 - 경기대학교 후문 - 수원시평생학습관 - 창룡문 - 팔달문 - 수원역 - 웃거리 - 서수원버스터미널 - 당수동 - 본오동 - 상록수역 - 일동 - 안산농수산물시장 - 한대앞역 - 안산버스터미널 - 안산시청 - 안산예술의전당 - 단원구청 - 안산역 - 반월공단 - 원시역 < 전기저상버스 운행 >
- ● 39번: 수원역 ↔ 공구유통타운 ↔ 고색삼거리 ↔ 고색초등학교 ↔ 수원여자대학교 입구 ↔ 영신여자고등학교 ↔ 수영오거리 ↔ 봉담 나들목 ↔ 봉담읍 행정복지센터 ↔ 장안대학교 ↔ 상기리 입구 ↔ 수원가톨릭대학교 ↔ 해병대 사령부 ↔ 덕우공단 ↔ 구장리 ↔ 발안삼거리 ↔ 발안초등학교 ↔ 향남환승터미널 (화성시 면허), (저상버스 운행) (2024년 8월 1일 제부여객에서 양도) < 경기도 공공관리제 노선 >
- ● 50-2번 : 수원역 - 고색동 - 오목천태산A - 원평리 - 어천저수지 - 비봉 - 삼화리 - 남전리(노선변경,단축), 2024년 시내버스 공공관리제 대상 노선
- ● 50-3번 : 수원역 - 고색동 - 오목천태산A - 원평리 - 덕고개
- ● 50-4번 : 수원역 - 고색동 - 오목천태산A - 원평리 - 어천저수지 - 쌍학리
- ● 50-5번 : 수원역 - 고색동 - 오목천태산A - 원평리 - 어천저수지 - 비봉 - 수원예비군훈련장 - 청요리(노선변경, 단축) <2024년 시내버스 공공관리제 대상 노선>
- ● 50-6번 : 수원역 - 고색동 - 오목천태산A - 원평리 - 어천저수지 - 야목주공A - 원리
- ● 400번 : 동부차고지 - 상현역 - 광교웰빙타운(해모로, 수자인)  - 광교웰빙타운(해모로, 수자인) - 광교역 - 경기대학교 후문 - 창룡문 - 팔달문 - 경기도청 - 수원역 - 고색동 - 오목천태산A - 원평 - 비봉중고 - 남양성모성지 - 마도 - 사강 - 서신터미널 - 서신면행정복지센터 - 궁평항 (주박 동부차고지, 2024년 6월 1일 기점 경기대학교 에서 동부차고지로 변경) <전기저상버스 운행, 경기도 공공관리제 노선>
- ● 400A번 : 동부차고지 - 상현역  - 광교웰빙타운(대광로제비앙, 수자인, 해모로) - 광교역 - 경기대학교 후문 - 창룡문 - 장안문 - 장안공원 - 화서문- 고등동사거리- 수원역 - 고색동 - 오목천태산A - 원평리 - 어천역 - 비봉중, 고교 - 양노리 - 북양1통 - 루나포레아파트 - 남양읍행정복지센터 - 남양사거리 - 남양뉴타운 - 서희스타힐스 (주박 동부차고지, 2022년 4월 1일 신설, 2023년 3월 1일 부터 종점 사강시장에서 서희스타힐스로 변경, 2024년 6월 1일 기점 경기대학교 에서 동부차고지로 변경) <전기저상버스 운행, 경기도 공공관리제 노선>
- ● 999번 : 수원동부차고지 - 연화장 - 상현역 - 광교중앙역 - 수원지방법원 - 아주대학교 - 성빈센트병원 - 수원역 - 고색역 - 오목천태산A - 원평 - 어천역 - 비봉중고 - 남양 - 화성시청 - 현대기아연구소 < 전기저상버스 운행 >

## 과거 노선
- ● 5-2번 : 수원역버스환승센터 - 수원종합버스터미널 - 망포역 - 신영통현대A - 한림대병원 - 동탄역 - 동탄호수공원 - LH29.자이파밀리에(2020년 11월 수원여객으로부터 양도받은 노선이며 2022년 5월 16일부로 제부여객과 공동배차) (제부여객으로 이관)
- ● 22번 : 연화장 - 흥덕지구 - 원천주공2단지 - 아주대병원 - 성빈센트병원 - 영동시장 - 세무서 - 수원역 - 수원역환승센터(2021년 999번과 통합+운행중단)
- ● 40-1번 : 송산농협 - 용포리 · 고정리 · 천등리 · 음도리
- ● 400-1번 : 롯데몰 수원점 - 뉴타운센트라우스 - 수원역 - 고색동 - 오목천태산A - 원평 - 비봉중, 고교 - 남양성모성지 - 우림아파트 - 쌍송공단/은장공단 - 마도공단 - 청원초교(2016년 11월 18일 폐지)
- ● 400-2번 : 광교웰빙타운(대광로제비앙) - 경기대학교 후문 - 창룡문 - 팔달문 - 경기도청 - 수원역 - 고색동 - 오목천태산A - 원평 - 비봉중고 - 남양성모성지 - 마도 - 사강 - 서신터미널 - 서신면사무소 - 궁평항(400번과 통합)
- ● 400-4번 : 경기대학교 후문 - 광교역 - 광교웰빙타운(대광로제비앙, 수자인, 해모로 - 창룡문 - 팔달문 - 경기도청 - 수원역 - 고색동 - 오목천태산A - 원평리 - 매송면 - 비봉중, 고교 - 양노리 - 양노공단 - 북양산업단지 - 봉림사입구- 북양2통 - 남양뉴타운 - 화성시청후문 - 양우내안애 - 남양사거리 -남양성모성지 - 남양보건소 - 우림아파트 - 마도지방산업단지 - 화성바이오밸리 (2022년 4월 1일부로 화성도시공사 이관과 동시에 H404번 노선번호 변경, 현재 경기대학교 <> 수원역 환승센터 구간 단축되었다.)
- ● 400-5번 : 광교웰빙타운 – 광교역 - 경기대학교 - 경기남부지방경찰청 - 팔달구청 – 팔달문 - 수원역 - 수원여자대학교 - 화성시청 - 마도산업단지 - 청원초등학교(운행기간 : 2016년 11월 18일 ~ 2019년 5월 13일)
- ● 990번 : 동원고 - 효행공원 - 만석공원 - 화서문로터리 - 고등동 - 수원역 - 고색동 - 오목천태산A - 원평 - 비봉중, 고교 - 남양성모성지 - 마도 - 사강 - 서신터미널 - 서신면사무소 - 궁평항(2019년 5월 13일 폐지)
- ● 999-1번 : 광교웰빙타운(해모로, 수자인) - 경기대학교 후문 - 창룡문 - 팔달문 - 경기도청 - 수원역 - 고색동 - 오목천태산A - 원평 - 비봉중고 - 남양성모성지 - 마도 - 사강 - 마산포(2018년 5월 13일 폐지)

## 보유 차량
- 비야디 자동차 - BYD eBus-11, BYD eBus-12
- 현대자동차 - 현대 그린시티, 현대 뉴 슈퍼 에어로시티
- 하이거 버스 - 하이거 하이퍼스

## 사진

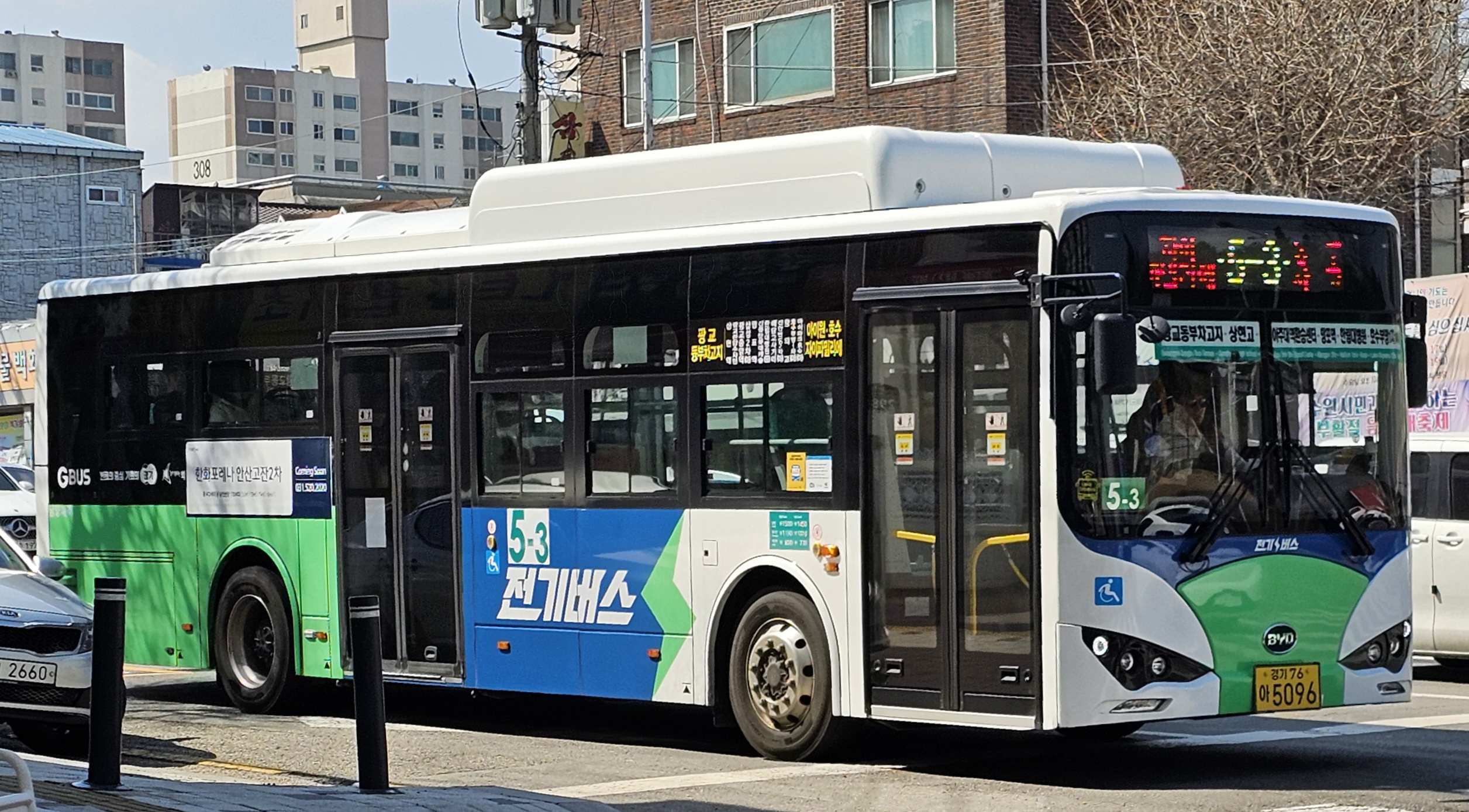
수원시내버스 5-3번
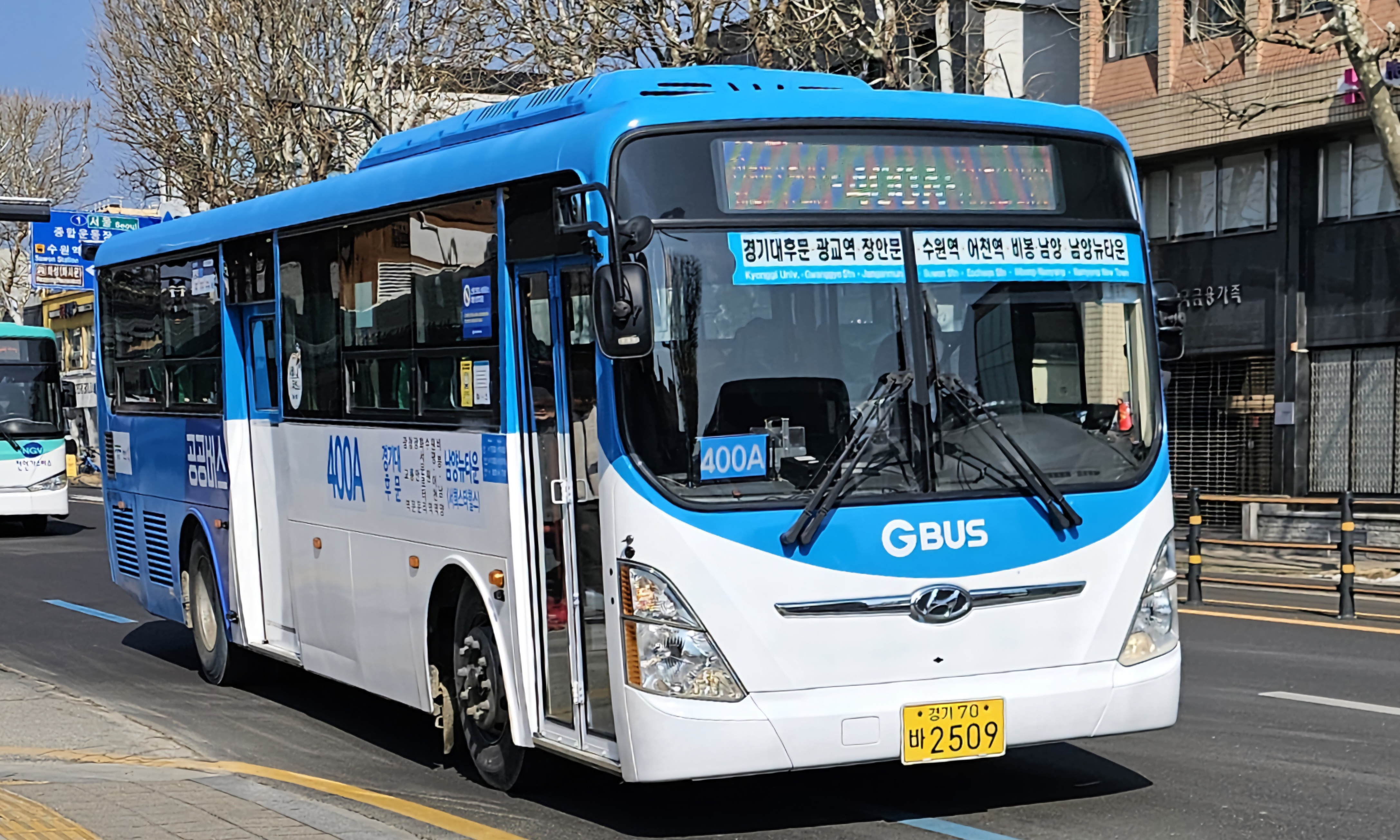
수원시내버스 400A번
수원시내버스 999번